# Serena Williams
Serena Jameka Williams (n. 26 septembrie 1981, Saginaw, Michigan, SUA) este o jucătoare profesionistă de tenis din Statele Unite, fost lider mondial. Ea a câștigat 23 de titluri de Grand Slam la simplu, mai multe decât orice jucătoare din Open Era și este pe locul doi la titluri de Grand Slam din toate timpurile, după Margaret Court (24). Asociatia de Tenis pentru Femei (WTA) a clasat-o pe locul 1 la simplu, în opt ocazii separate, între 2002 și 2017. La a șasea ocazie, ea a deținut clasamentul timp de 186 de săptămâni consecutive, egalând recordul stabilit de Steffi Graf. În total, ea a fost numărul 1 WTA timp de 319 săptămâni, ocupând locul trei de când a început clasamentul WTA, după Graf și Martina Navratilova. Este singurul jucător american, bărbat sau femeie, care a câștigat peste 20 de competiții majore. 
Williams este considerată una dintre cele mai mari jucătoare de tenis din toate timpurile. Ea deține cele mai importante titluri la simplu, dublu și dublu mixt. Ea deține toate cele patru titluri majore de simplu simultan (2002–03 și 2014–15) și este al treilea jucător care a obținut acest lucru de două ori, după Rod Laver și Graf. În 2015 a câștigat Surface Slam (titluri majore pe hard, zgură și iarbă în același an calendaristic). Împreună cu sora ei mai mare Venus deține toate cele patru titluri de Grand Slam la dublu feminin simultan (2009–10). 
Williams a câștigat un record de 13 titluri de Grand Slam la simplu pe teren dur. Williams deține recordul Open Era pentru majoritatea titlurilor de simplu feminin la Australian Open (7) și împarte recordul Open Era pentru cele mai multe titluri câștigate la US Open cu Chris Evert (6). Ea deține, de asemenea, recordurile pentru cele mai multe meciuri de simplu feminin câștigate la majore cu 365 de meciuri și cele mai multe meciuri de simplu câștigate de când a împlinit 30 de ani (10). Ea este singurul jucător de tenis, bărbat sau femeie, care a câștigat trei din cele patru turnee de Mare Șlem de cel puțin 6 ori. Williams este, de asemenea, câștigătoare de cinci ori al WTA Tour Championships la simplu.
Williams a câștigat 14 titluri de Grand Slam la dublu, toate cu sora ei, Venus. Ca echipă, ea și Venus dețin al treilea loc ca număr de titluri feminine de Grand Slam la dublu, după cele 18 titluri ale Natasha Zvereva (14 cu Gigi Fernández) și recordul de 20 de titluri câștigate de Martina Navratilova și Pam Shriver. Ea și Venus sunt singurele jucătoare de tenis din istorie cu patru medalii olimpice de aur, precum și singurele care au câștigat aurul olimpic la aceeași competiție de trei ori. Ea și Venus sunt singurele jucătoare de tenis feminine din Era Open care au câștigat aurul olimpic atât la categoria de simplu, cât și la dublu. La Jocurile Olimpice de vară din 2012, Williams a devenit al treilea jucător care a câștigat medalii olimpice de aur atât la simplu, cât și la dublu la unul dintre Jocurile Olimpice, după Helen Wills Moody la Jocurile Olimpice de vară din 1924 și Venus la Jocurile Olimpice de la Sydney din 2000. Williams este singurul jucător, bărbat sau femeie, care a realizat un Career Golden Slam atât la simplu cât și la dublu. Apariția surorilor Williams a fost creditată cu inaugurarea unei noi ere a puterii și a atletismului în turneul de tenis profesionist al femeilor.
A câștigat de patru ori premiul „Laureus Sportswoman of the Year” (2003, 2010, 2016, 2018), iar în decembrie 2015, a fost desemnată Sportiva Anului de către revista Sports Illustrated. În 2021, a fost clasată pe locul 28 pe lista Forbes a celor mai bine plătiți sportivi din lume. În total ea a câștigat din tenis peste 94,5 milioane de dolari, fiind atleta care a câștigat cei mai mulți bani din toate timpurile.

## Titluri de Grand Slam
| Resultatul   | Anul | Turneul             | Suprafața | Adversarul          | Scorul             |
| ------------ | ---- | ------------------- | --------- | ------------------- | ------------------ |
| Câștigătoare | 1999 | US Open             | Ciment    | Martina Hingis      | 6–3, 7–6(7–4)      |
| Finalistă    | 2001 | US Open             | Ciment    | Venus Williams      | 2–6, 4–6           |
| Câștigătoare | 2002 | Roland Garros       | Zgură     | Venus Williams      | 7–5, 6–3           |
| Câștigătoare | 2002 | Wimbledon           | Iarbă     | Venus Williams      | 7–6(7–4), 6–3      |
| Câștigătoare | 2002 | US Open (2)         | Ciment    | Venus Williams      | 6–4, 6–3           |
| Câștigătoare | 2003 | Australian Open     | Ciment    | Venus Williams      | 7–6(7–4), 3–6, 6–4 |
| Câștigătoare | 2003 | Wimbledon (2)       | Iarbă     | Venus Williams      | 4–6, 6–4, 6–2      |
| Finalistă    | 2004 | Wimbledon           | Iarbă     | Maria Sharapova     | 1–6, 4–6           |
| Câștigătoare | 2005 | Australian Open (2) | Ciment    | Lindsay Davenport   | 2–6, 6–3, 6–0      |
| Câștigătoare | 2007 | Australian Open (3) | Ciment    | Maria Sharapova     | 6–1, 6–2           |
| Finalistă    | 2008 | Wimbledon           | Iarbă     | Venus Williams      | 5–7, 4–6           |
| Câștigătoare | 2008 | US Open (3)         | Ciment    | Jelena Janković     | 6–4, 7–5           |
| Câștigătoare | 2009 | Australian Open (4) | Ciment    | Dinara Safina       | 6–0, 6–3           |
| Câștigătoare | 2009 | Wimbledon (3)       | Iarbă     | Venus Williams      | 7–6(7–3), 6–2      |
| Câștigătoare | 2010 | Australian Open (5) | Ciment    | Justine Henin       | 6–4, 3–6, 6–2      |
| Câștigătoare | 2010 | Wimbledon (4)       | Iarbă     | Vera Zvonareva      | 6–3, 6–2           |
| Finalistă    | 2011 | US Open             | Ciment    | Samantha Stosur     | 2–6, 3–6           |
| Câștigătoare | 2012 | Wimbledon (5)       | Iarbă     | Agnieszka Radwańska | 6–1, 5–7, 6–2      |
| Câștigătoare | 2012 | US Open (4)         | Ciment    | Victoria Azarenka   | 6–2, 2–6, 7–5      |
| Câștigătoare | 2013 | French Open (2)     | Zgură     | Maria Sharapova     | 6–4, 6–4           |
| Câștigătoare | 2013 | US Open (5)         | Ciment    | Victoria Azarenka   | 7–5, 6–7(6–8), 6–1 |
| Câștigătoare | 2014 | US Open (6)         | Ciment    | Caroline Wozniacki  | 6–3, 6–3           |
| Câștigătoare | 2015 | Australian Open (6) | Ciment    | Maria Sharapova     | 6–3, 7–6(7–5)      |
| Câștigătoare | 2015 | French Open (3)     | Zgură     | Lucie Šafářová      | 6–3, 6–7(2–7), 6–2 |
| Câștigătoare | 2015 | Wimbledon (6)       | Iarbă     | Garbiñe Muguruza    | 6–4, 6–4           |
| Finalistă    | 2016 | Australian Open     | Ciment    | Angelique Kerber    | 4–6, 6–3, 4–6      |
| Finalistă    | 2016 | French Open         | Zgură     | Garbiñe Muguruza    | 5–7, 4–6           |
| Câștigătoare | 2016 | Wimbledon (7)       | Iarbă     | Angelique Kerber    | 7–5, 6–3           |
| Câștigătoare | 2017 | Australian Open (7) | Ciment    | Venus Williams      | 6–4, 6–4           |
| Finalistă    | 2018 | Wimbledon           | Iarbă     | Angelique Kerber    | 3–6, 3–6           |
| Finalistă    | 2018 | US Open             | Ciment    | Naomi Osaka         | 2–6, 4–6           |
| Finalistă    | 2019 | Wimbledon           | Iarbă     | Simona Halep        | 2–6, 2–6           |
| Finalistă    | 2019 | US Open             | Ciment    | Bianca Andreescu    | 3–6, 5–7           |